# Omeciuatl Corona
Omeciuatl Corona est une corona, formation géologique en forme de couronne, située sur la planète Vénus par 16,5° N et 119° E. Elle est localisée dans le quadrangle de Niobe Planitia. Elle a été nommée en référence à Omecihuatl, déesse aztèque. 

## Géographie et géologie
Omeciuatl Corona couvre une surface circulaire d'environ 175 km de diamètre. 